# Bradysia arcana
Bradysia arcana är en tvåvingeart som beskrevs av Menzel och Werner Mohrig 1998. Bradysia arcana ingår i släktet Bradysia och familjen sorgmyggor.
Artens utbredningsområde är Tyskland. Inga underarter finns listade i Catalogue of Life.